# 2-Oksokvazepam
2-Oksokvazepam (Sch 15725) je benzodiazepinski derivat i jedan od glavnih aktivnih metabolita kvazepama (Dorala).